# Geoperingueyia conjungens
Geoperingueyia conjungens är en mångfotingart som beskrevs av Carl Graf Attems 1928. Geoperingueyia conjungens ingår i släktet Geoperingueyia och familjen storjordkrypare. Inga underarter finns listade i Catalogue of Life.